# United Artists
United Artists Corporation (UA), američka kompanija za proizvodnju i distribuciju filmova. Osnovali su je 1919. godine Charles Chaplin, D. W. Griffith, Mary Pickford i Douglas Fairbanks.
Studio je uspješno djelovao u 20-im i 30-im godinama 20. stoljeća, da bi se formiranjem nezavisne produkcije tijekom 50-ih morao nositi s drugim velikim studijima. U 60-ima uspješno je lansirao dugovječnu franšizu James Bond utemeljenu na popularnim špijunskim romanima Iana Fleminga.
Godine 1967. studio je prodan kompaniji TransAmerica Corporation. Desetljeće kasnije studio je osvojio tri Oscara, za filmove Let iznad kukavičjeg gnijezda, Rocky i Annie Hall. Film Michaela Cimina Vrata raja koštao je pet puta više od prvotno utvrđene cijene, što je izazvalo skandal koji se loše odrazio na prikazivanje filma te imao za posljedicu podnošenje ostavki glavnih ljudi studija. Taj događaj označio je svršetak zlatnog perioda u povijesti United Artistsa.
Godine 1981. TransAmerica Corporation prodala je studio Metro-Goldwyn-Mayeru, filmskom studiju koji je također bilježio financijski pad. Godine 2005. Sony je kupio MGM, čija je podružnica bio i United Artists.